# Gorjuše, Grebinj
Gorjuše (nemško Gariusch) je naselje v Občini Grebinj v Okraju Velikovec na Koroškem v Avstriji.